# (2464) Nordenskiöld
(2464) Nordenskiöld – planetoida z pasa głównego asteroid okrążająca Słońce w ciągu 5 lat i 232 dni w średniej odległości 3,17 au. Została odkryta 19 stycznia 1939 roku w Obserwatorium Iso-Heikkilä w Turku przez Yrjö Väisälä. Nazwa planetoidy pochodzi od Nilsa Adolfa Erika Nordenskiölda (1832-1901), fińskiego geologa i podróżnika. Przed nadaniem nazwy planetoida nosiła oznaczenie tymczasowe (2464) 1939 BF.